# پراسات پنوم کروم
پراسات پنوم کروم (به لاتین: Prasat Phnom Krom) یک منطقهٔ مسکونی در کامبوج است.